# Wenn Kraniche fliegen
Wenn Kraniche fliegen ist ein deutscher Fernsehfilm der Frühling-Filmreihe von Michael Karen, der am 6. Mai 2018 erstmals im ZDF ausgestrahlt wurde.
Der Film erzählt die Geschichte der Dorfhelferin Katja Baumann, gespielt von Simone Thomalla, die Familien in Notsituationen zur Seite steht und gleichzeitig versucht, Frühling in die Herzen der Menschen zu tragen. Es ist der 17. Film einer Reihe, in deren Mittelpunkt die Menschen des Dorfes namens Frühling stehen.
Marco Girnth ist in einer wiederkehrenden Rolle als Tierarzt Mark Weber besetzt sowie Caroline Ebner als Ärztin Dr. Schneiderhahn und Johannes Herrschmann als Pfarrer Sonnleitner. Christoph M. Ohrt und Kristo Ferkic sind wiederum als Jan und Adrian Steinmann dabei und Jan Sosniok als Tom Kleinke. Die Haupt-Gaststars dieser Folge sind Cristina do Rego, Stephan Grossmann, Julia Jäger und Elin Paasch. Julia Beautx ist erstmals in ihrer Rolle als Lilly Engel Teil der Besetzung.

## Handlung
Dorfhelferin Katja Baumann hilft bei Bauer Schneidinger aus, der sich den Arm gebrochen hat und nicht alle nötigen Arbeiten auf seinem Bauernhof selbst erledigen kann. So muss Katja dieses Mal aufs Sonnenblumenfeld. Hier wird sie auf ein Kind aufmerksam, das gerade am Waldrand zusammengebrochen ist und über starke Schmerzen klagt. Katja bringt das Mädchen umgehend ins Krankenhaus, wo eine Vergiftung diagnostiziert wird. Sie kann auch die Eltern der kleinen Lea Krug ausfindig machen, bei denen es sich um eine Aussteigerfamilie handelt. Der Vater hatte Pilze gesammelt und ungewollt sein Kind und seine Frau vergiftet. Katja lässt auch Leas Mutter ins Krankenhaus bringen, obwohl diese sich massiv weigert. Als Gregor Krug nach Hause kommt und hört, was vorgefallen ist, holt er seine Familie sofort wieder nach Hause, weil er von Krankenhäusern und Ärzten nichts wissen will und sie nicht krankenversichert sind. Er verfolgt ein anderes Lebensmodell und will sich mithilfe der Naturkräfte selbst um seine Familie kümmern. Lea lernt in der kurzen Zeit im Krankenhaus ein leukämiekrankes Mädchen kennen, dem sie helfen möchte. Dieses ist fest davon überzeugt, dass es wieder gesund werden würde, wenn es 1000 Papierkraniche faltet. Deshalb bastelt Lea zu Hause unermüdlich weiter an den Kranichen aus Papier. Sie würde so gern mit anderen Kindern spielen, aber ihr Vater unterrichtet sie selbst, was regelmäßig zu Problemen mit den Behörden führt. Zu Katja fasst er ein wenig Vertrauen und sie steht ihm bei, als erneut jemand vom Jugendamt vor seiner Tür steht. So erfährt sie, dass die Krugs ihr erstes Kind verloren haben – angeblich, weil sie selbst aber auch die Schulmedizin versagt hätten. Katja gelingt es, die Krugs davon zu überzeugen, dass sie ihre persönlichen Probleme, entstanden durch den Tod ihrer ersten Tochter, nicht zu Ungunsten von Lea therapieren dürfen. Vom Schicksal der Familie berührt schreibt Katja einen Brief an Mark und meint, dass sie nie aufgeben sollten, an Wunder zu glauben, genau so wie die Kinder, die am Ende tatsächlich 1000 Kraniche zusammenbekommen haben und sie aus dem Krankenhausfenster „fliegen“ lassen.

## Nebenhandlung
Nachdem Mark Weber sein Haus an Jan Steinmann verkauft hat, setzt dieser seinen neuen Lebensplan konsequent um. Er hat den Schritt aufs Land gewählt, weil er für seinen Sohn Adrian, der an seiner Schule disziplinarische Probleme hatte, ein neues Umfeld schaffen will. Mit Katja muss er sich weiter arrangieren, bis sie eine eigene Wohnung gefunden hat. Adrian trifft in der Schule auf Nora Kleinke, mit der er sich anfreundet. Ihretwegen prügelt er sich mit Freddie, da er mitbekommt, dass er sie mit Drogen versorgen will.
Philippa hat große Probleme die tierärztliche Arbeit von Mark zu übernehmen, weil die Leute in Frühling sie noch zu wenig kennen. Unter Mithilfe von Pfarrer Sonnleitner findet sie jedoch eine Anstellung.

## Produktionsnotizen
Die Episode wurde vom ZDF in Zusammenarbeit mit „Seven Dogs Filmproduktion“ und UFA Fiction produziert und im Rahmen der ZDF-„Herzkino“-Reihe ausgestrahlt. Die Dreharbeiten erfolgten unter dem Arbeitstitel Ausgestiegen vom 3. August  bis 6. Oktober 2017 in Bayrischzell und Umgebung.

## Rezeption

### Einschaltquote
Bei der Erstausstrahlung am 6. Mai 2018 wurde Wenn Kraniche fliegen in Deutschland von 5,20 Millionen Zuschauern gesehen, was einem Marktanteil von 16,1 Prozent entsprach.

### Kritik
Rainer Tittelbach von tittelbach.tv befand: „Themen wie leukämiekranke Kinder, Kindeswohl & Krankenhauskeime werden gestreift, auch geht es mal wieder ums ‚Loslassen‘, jedoch leise und ohne Zeigefinger, dafür nicht ohne Kalenderspruch (‚Man darf niemals aufhören, an Wunder zu glauben‘). Die Episode lebt von Stephan Grossmanns und Julia Jägers starker Präsenz; erfreulich, dass deren sich fahrlässig verhaltende Charaktere weder desavouiert noch völlig missioniert werden.“
Die Kritiker der Fernsehzeitschrift TV Spielfilm gaben dieser Folge den „Daumen gerade“ zeigten sich nicht überzeugt: „Wie so oft in der Reihe wird individueller Starrsinn abtrainiert und Vernunft gepredigt. Kann man alles unterschreiben, ist aber wenig aufregend..“ Fazit: „Haltungsnote 1, gestalterisch: geht so…“

## Verweise
- Wenn Kraniche fliegen bei IMDb
- Wenn Kraniche fliegen bei Fernsehserien.de
- Wenn Kraniche fliegen  bei crew united